# L'anima al lavoro
L'anima al lavoro è un saggio di filosofia politica di Franco Berardi.
L'autore esamina la trasformazione dal capitalismo fordista al "semio-capitalismo" (economia basata sullo scambio di segni e informazioni, che avviene in rete) e il suo impatto sulla psicologia delle persone. Tendenzialmente il lavoro materiale viene svolto dalle macchine, mentre il lavoro che produce valore è quello mentale, creativo. Ciò, tra l'altro, mette in crisi la teoria marxiana del valore-lavoro, che presuppone un tempo produttivo omogeneo, come nella catena di montaggio. La disaffezione al lavoro, tipica dell'operaio industriale, scompare, in quanto l'info-lavoratore associa il lavoro all'autorealizzazione e vi investe le sue migliori capacità.
In queste condizioni l'alienazione non si manifesta più come "reificazione", cioè espropriazione del corpo e della vita, ma piuttosto come "derealizzazione", ossia impossibilità di avere corpo e accedere al corpo degli altri, poiché il mondo virtuale esclude la fisicità'. Al posto delle patologie nevrotiche causate dalla repressione del desiderio, subentrano patologie schizoidi da iper-espressività, come depressione e panico, in quanto l'organismo, soggetto ai flussi incessanti della rete, subisce una iper-stimolazione e un sovraccarico di informazioni. Il pensiero di Baudrillard, incentrato su concetti come simulazione e seduzione, appare più attuale del pensiero anti-autoritario di Deleuze-Guattari e Foucault.
Come soluzione, l'autore non immagina progetti di trasformazione sociale, ma individui e comunità che creano reti di sopravvivenza fuori dal campo economico dominante.